# Директива за информационното общество
Директивата за информационното общество (позната също като Директива за авторското право) е директива на Европейския съюз, която има за цел да приложе Договора за авторското право на Световната организация за интелектуална собственост (СОИС) и да хармонизира различните аспекти на авторското право, като изключенията от авторското право, в Европейския съюз.
Директивата влиза в сила през 2001 г. като част от условията за вътрешния пазар, заложени в Договора от Рим.
Проектът за директивата е подложен на безпрецедентно лобиране и е считан за успех за Европейското авторско право. Директивата от 2001 г. дава значителна свобода на държавите членки на ЕС в някои аспекти на транспонирането ѝ. Държавите членки разполагат със срок до 22 декември 2002 г. да транспонират директивата в националните си законодателства. Въпреки това, единствено Гърция и Дания спазват този срок.

## Разпоредби

### Права
Членове 2 – 4 съдържат дефиниции на изключителните права, предоставени по авторско право и сродните му права. Те разграничават „правото на възпроизвеждане“ (член 2) от правото на „публично разгласяване“ или „предоставяне на публично разположение“ (член 3): като последното е специално предназначено да обхваща публикуването и предаването в интернет. Двете наименования произлизат от Договора на СОИС за авторското право и Договора на СОИС за изпълнения и фонограми (съответно членове 8 и 10). Правото на авторите да разрешават или забраняват каквато и да е форма на публично разпространение чрез продажба или по друг начин е предвидено в член 4.

### Изключения и ограничения
Член 5 изброява изключенията от авторското право, които държавите членки могат да прилагат по отношение на авторското право и сродните му права. Ограничителният характер на списъка е един от източниците на противоречие относно директивата: принципно държавите членки могат да прилагат само изключения, които са в договорения списък, въпреки че други изключения, които вече са били в националните закони към 22 юни 2001 г., могат да останат в сила (член 5, параграф 3, буква о). Директивата за авторските права прави задължително само едно изключение: временни действия на възпроизвеждане, които имат преходен или инцидентен характер, като част от мрежово предаване или законна употреба. Следователно доставчиците на интернет услуги не носят отговорност за данните, които предават. Другите ограничения не са задължителни, като държавите членки избират кои да прилагат в националното си законодателство.
Член 5, параграф 2 позволява на държавите членки да установят изключения от авторското право на правото на възпроизвеждане по член 2 в случаите на:
- възпроизвеждане върху хартия или друг подобен носител чрез каквато и да е фотографска или друга техника на произведения (с изключение на ноти), при условие че носителите на права получават справедливо обезщетение;
- възпроизвеждане върху всеки носител, направено от физическо лице за лична употреба и за цели, които нямат търговски характер, при условие че носителите на права получават справедливо обезщетение, което отчита прилагането или неприлагането на технически мерки, посочени в член 6 по отношение на съответните произведения или обект;
- възпроизвеждане, извършено от библиотеки, учебни заведения, музеи или архиви, което няма за цел търговска изгода;
- архивни репродукции на радио- и телевизионни предавания;
- възпроизвеждане на предавания, направени от социални институции като болници или затвори, с нестопанска цел, при условие че носителите на права получават справедливо обезщетение.

Член 5, параграф 3, позволява на държавите членки да установят изключения от авторското право на правото на възпроизвеждане по член 2 и правото на публично разгласяване по член 3 в случаи на:
- илюстрация за преподаване или научно изследване, при условие че е посочен източникът, включително името на автора, доколкото е оправдано от преследваната нетърговска цел;
- използване в полза на хора с увреждания, което е пряко свързано с увреждането и няма търговски характер;
- възпроизвеждане от пресата или предоставяне на публично разположение на вече публикувани статии по актуални икономически, политически или религиозни въпроси, или други обекти под авторско право от същия характер, в случаите когато такова използване не е изрично забранено и доколкото източникът, включително името на автора, е посочено, или използване на произведения или други обекти на авторско право, във връзка със съобщаването на актуални събития, за целта на информираността, стига да бъде посочено името на автора, ако това е възможно.
- цитати за цели като критика или рецензия, при условие че се отнасят до произведение или друг закрилян обект, който вече е предоставен законно на разположение на публиката и е посочен източникът, включително името на автора, и че тяхното използване е в съответствие със справедливата практика и доколкото се изисква от конкретната цел;
- възпроизвеждане, необходимо за целите на обществената сигурност или за правилното изпълнение, и/или докладване на административно или съдебно производство или парламентарна практика;
- възпроизвеждане на политически речи и откъси от публични лекции или подобни произведения, доколкото е оправдано от целта на информираност и при условие че е посочен източникът, включително името на автора;
- възпроизвеждане на религиозни или официални церемонии, организирани от обществената власт;
- възпроизвеждане на архитектурни произведения или скулптура, трайно разположени на обществени места;
- случайно включване на произведение или на друг закрилян обект в друг материал;
- използване с цел рекламиране на публично представяне или продажба на произведения на изкуството, доколкото е необходимо за рекламирането на събитието, с изключение на друго използване с търговска цел;
- карикатура, пародия или пастиш;
- за демонстрация или ремонт на оборудване;
- употреба на художествено произведение, чертеж или план на сграда за целите на реконструкция;
- възпроизвеждане, извършено от лица за целта на частни изследвания с нетърговски характер, посредством публично достъпни устройства или терминали, намиращи се на територията на библиотеки или други ведомства от същия характер.

Съгласно член 5, параграф 5 изключенията от авторски права могат да се прилагат само „в някои специални случаи, които не са в противоречие с обичайната употреба на произведението или друг предмет и не засягат необосновано законните интереси на притежателя на правото“, следователно директивата потвърждава тристъпковия тест от Бернската конвенция.

### Технически мерки за защита
Член 6 от Директивата за авторските права изисква държавите членки да осигурят „адекватна правна защита“ срещу умишленото заобикаляне на техническите мерки, предназначени да предпазят или ограничат копиране, което не е позволено от носителите на авторски и сродни права (Преамбюл, параграф 47). Държавите членки, също така, трябва да установят адекватна правна защита срещу производство, внос, разпространение, продажба, заемане, реклама или притежание на устройства, продукти, компоненти или доставяне на услуги, за търговски цели, които:
- се рекламират за целта на заобикалянето на или;
- имат ограничена търговска цел или употреба, освен целта за заобикаляне или;
- са предназначени, произведени, пригодени или използвани специално за заобикалянето на ефективните технически мерки, или неговото улеснение.

В случай на отсъствие на доброволни действия на правоносителя, Директивата предвижда, че държавите членки трябва да следят техническите мерки да не пречат на действията в Член 5 относно изключенията. Член 7 изисква държавите членки да предвидят адекватна правна защита срещу премахването на метаданни, съдържащи авторскоправна регулация.
За разлика от Дял 1201 от „Закона за авторските права в цифровото хилядолетие“ на Съединените американски щати от 1998 година (Digital Milenium Copyright Act), който единствено забранява заобикалянето на мерките по контролиран достъп, Директивата за Авторското право, също така, забранява заобикалянето на мерките по защитата срещу копиране, правейки тези действия по-ограничени. Както в Закона за авторските права в цифровото хилядолетие, така и в Директивата за Авторското право, производството, разпространението и пр. на средства, предназначени да заобикалят мерките за защита на достъпа и копирането, са забранени. Според Закона за авторските права в цифровото хилядолетие, потребителите, които искат да се възползват от fair-use привилегии, за да пробият защитата срещу копиране (което не е забранено), би трябвало да го направят сами, тъй като законно не биха се продавали средства за такива действия. Според Директивата за Авторското право, тази възможност не би съществувала, тъй като цялостното заобикаляне на защитата срещу копиране е незаконна.

## Прилагане от държавите членки
До 22 декември 2002 г. държавите членки трябва да приложат Директивата за авторското право в своите национални закони. Само Гърция и Дания спазват крайния срок, докато Италия, Австрия, Германия и Обединеното кралство приложиха директивата през 2003 г. Останалите осем държави членки (Белгия, Испания, Франция, Люксембург, Нидерландия, Португалия, Финландия и Швеция) бяха изпратени до Съда на Европейския съюз за неизпълнение. През 2004 г. Финландия, Обединеното кралство (по отношение на Гибралтар), Белгия и Швеция бяха държани отговорни за неизпълнението.
Националните мерки за изпълнение включват:
- Чешка република: изменение № 216/2006 Coll. на чешкия Закон за авторското право.[7]
- Финландия: Изменение на финландския закон за авторското право и Наказателния кодекс от 2005 г.
- Франция: закон № 2006 – 961 от 1 август 2006 г. относно авторското право и сродните му права в информационното общество[8]
- Обединено кралство: Регламенти за авторското право и сродните му права от 2003 г.

## Ревизия от 2019 г. и разширение на директивата
През 2016 г. изтекли документи разкриват две нови предложения в процес на обсъждане. Първото – насочено към големите социални мрежи, предвижда създаване на автоматично наблюдение за съдържание под авторско право, валидно за всички случаи, в които потребител може да качва съдържание. Второто – предлага доставчиците на новини да имат полза при прикачването на техни линкове към комерсиални платформи. Отговаряйки на критиките, членът на Европейския парламент Аксел Фос, допуска, че законът „може би не е най-добрата идея“, но защитава проекта за директивата и измененията на Член 11.
Ревизията е широко категоризирана като „данък линк“. Критиците ѝ включват германския член на Европейския парламент Юлия Реда, интернет компанията Мозила и активисти, асоциирани с Криейтив Комънс. Някои обсъждания са насочени към липсата на възможност за новинарските агенции да участват в механизма, както и твърдението, че допълнителните права за откъсите от новини противоречи на Бернската конвенция.